# Karmelietessen (Mechelen)

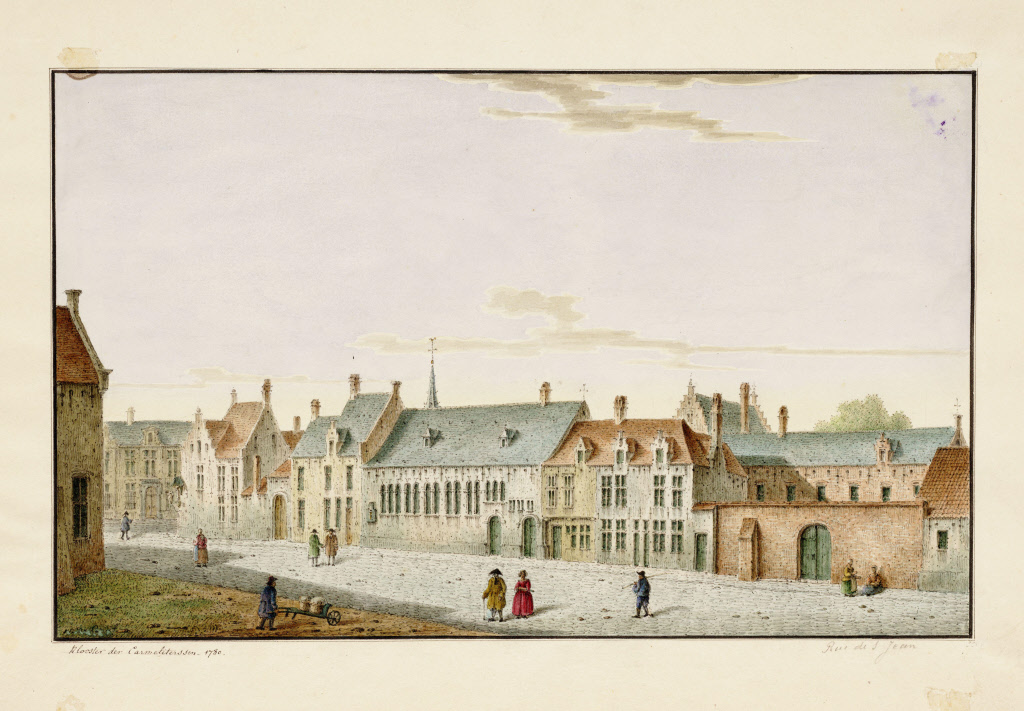
Zicht op het voormalige klooster van de ongeschoeide karmelietessen in 1780 aan de Lange Biest, vandaag Sint-Janstraat (Jan-Baptist De Noter)

De ongeschoeide karmelietessen, ook gekend als theresianen naar Theresa van Avila, een katholieke bedelorde, hadden vanaf het begin van de 17e eeuw een klooster in Mechelen.

## Begin
In 1578 tijdens de Beeldenstorm zou een groep karmelietessen toevlucht hebben gezocht in Mechelen, in de Koeistraat (nu Frederik de Merodestraat). Mogelijk kwam ze uit het klooster in Vilvoorde want volgens de overlevering hadden ze het beeld van Onze-Lieve-Vrouw van Troost bij. Hoe lang deze groep in Mechelen bleef is onbekend.

## Eerste klooster
In 1616 vestigde zich een groep ongeschoeide karmelietessen gezonden vanuit het Klooster van de ongeschoeide karmelietessen van Brussel in Mechelen, aanvankelijk in twee gehuurde huizen. De gemeenschap stond onder leiding van Eleonora van Sint-Bernardus en bestond uit vrouwen uit vooraanstaande adellijke families. Zij werden actief gesteund door landvoogdes Isabella van Spanje en ondanks de bezwaren van het stadsbestuur kochten ze tussen 1616 en 1629 een volledig huizenblok aan de Lange Biest (nu Sint-Jansstraat) en de Van Hoeystraat, door de Lange Biest gescheiden van de Sint-Janskerk. Hier werd een klooster gebouwd dat in 1711 voltooid was. Boven het altaar van de kloosterkapel hing een schilderij van Jacob Jordaens.
In 1783 werd het klooster gesloten als gevolg van het Edict van keizer Jozef II dat contemplatieve ("onnutte") ordes afschafte. Enkele zusters verhuisden daarna naar een huis op het Sint-Romboutskerkhof.
Het kloostergebouw deed daarna onder de Oostenrijkers dienst als kazerne. Door de Franse overheid werd het verkocht als nationaal goed. Daarna werd er achtereenvolgens salpeter en chocolade gefabriceerd. In 1834 werd het voormalig klooster aangekocht door de orde van de apostolinnen, die er een school openden. Tot 2007 was er de  Mariaschool en Sint-Janshof, een school voor buitengewoon onderwijs. De school verhuisde naar een nieuwbouw en de 58 are grote site werd, met behoud van een voorgevel van een pand van de school, door een projectontwikkelaar in de daaropvolgende jaren omgebouwd tot een in 2011 opgeleverd wooncomplex met 43 appartementen en zes ééngezinswoningen, met de naam Sint-Janshof.

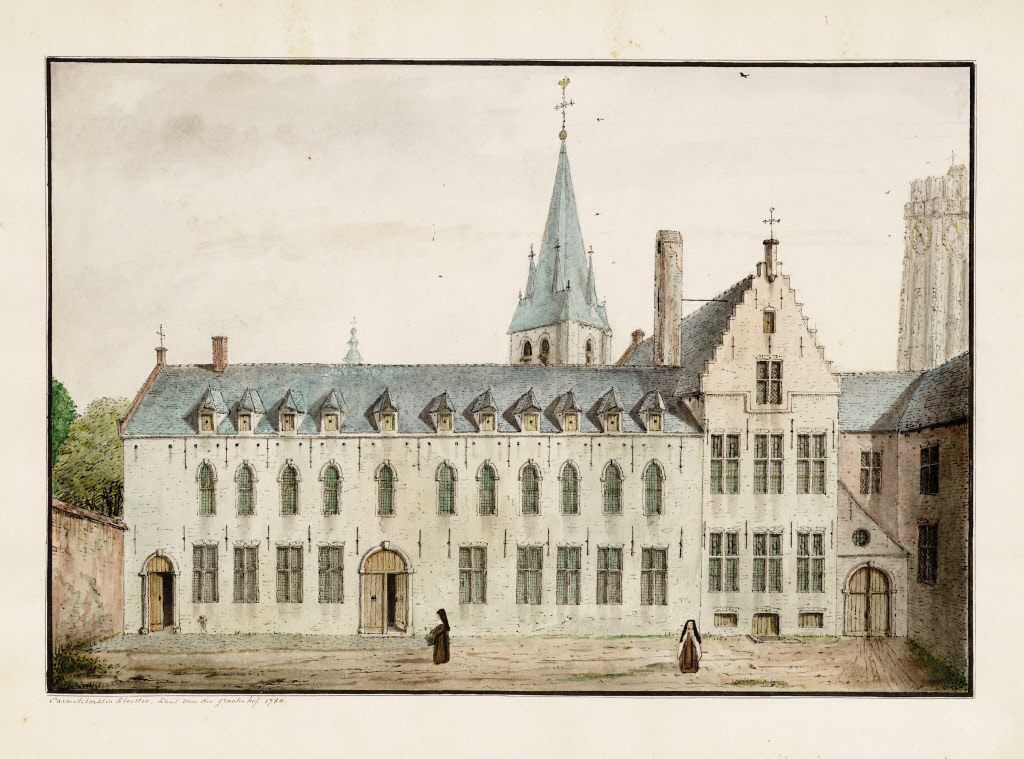
Zicht op binnenkoer van het voormalige klooster (Jan-Baptist De Noter)
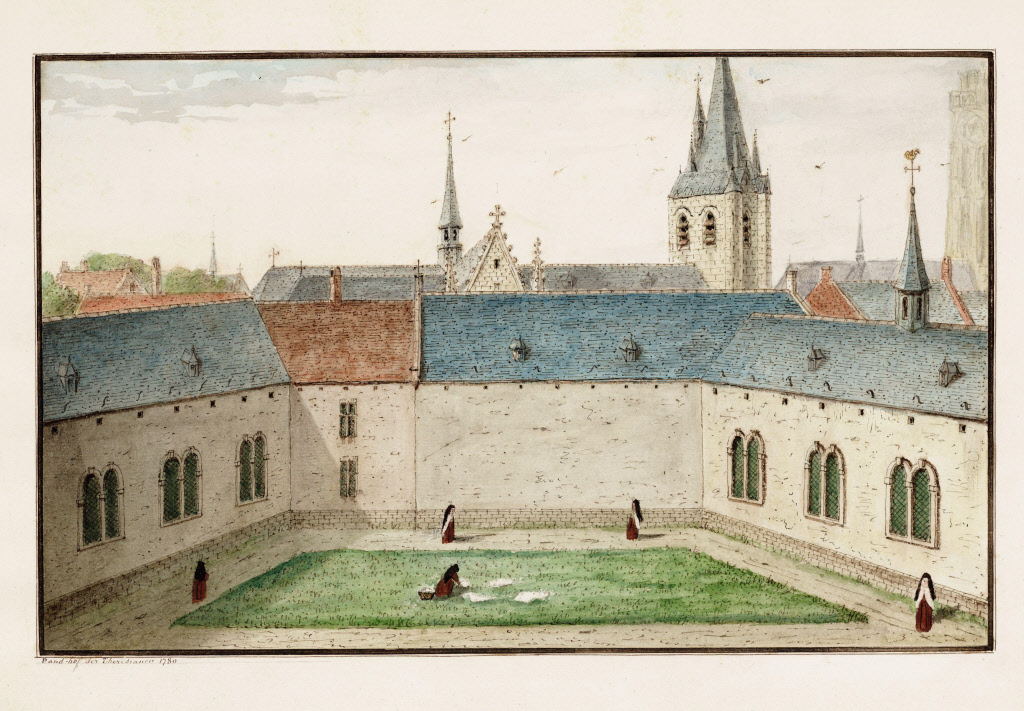
Zicht op binnenkoer (Jan-Baptist De Noter)
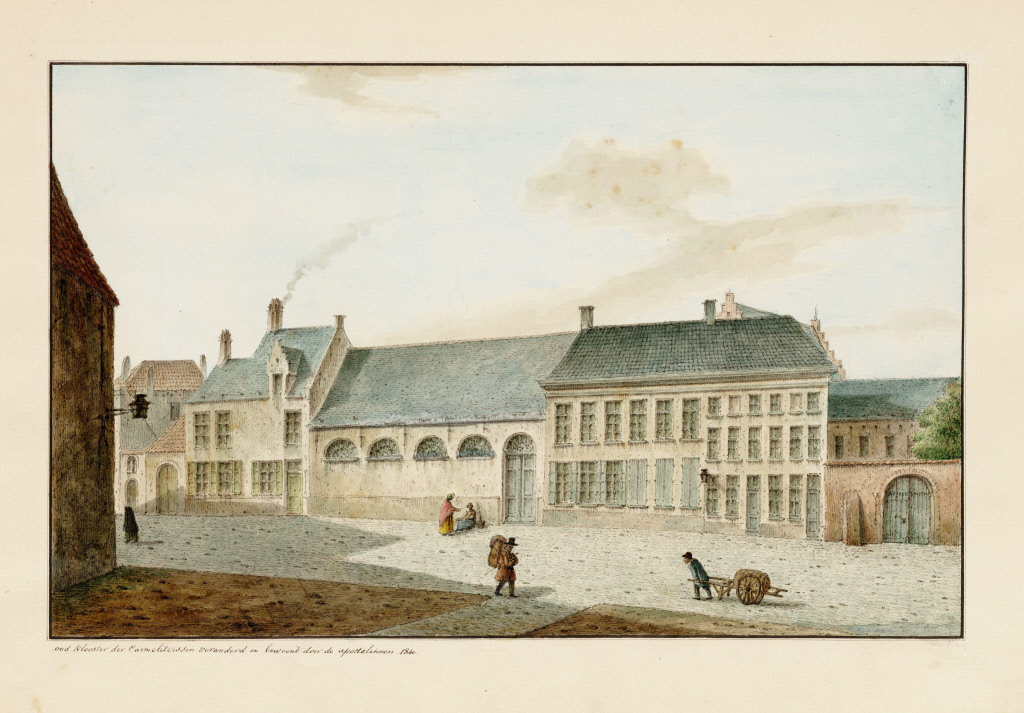
Voormalig klooster rond 1840 na aanpassingen door apostolinnen (Jan-Baptist De Noter)

## Tweede klooster

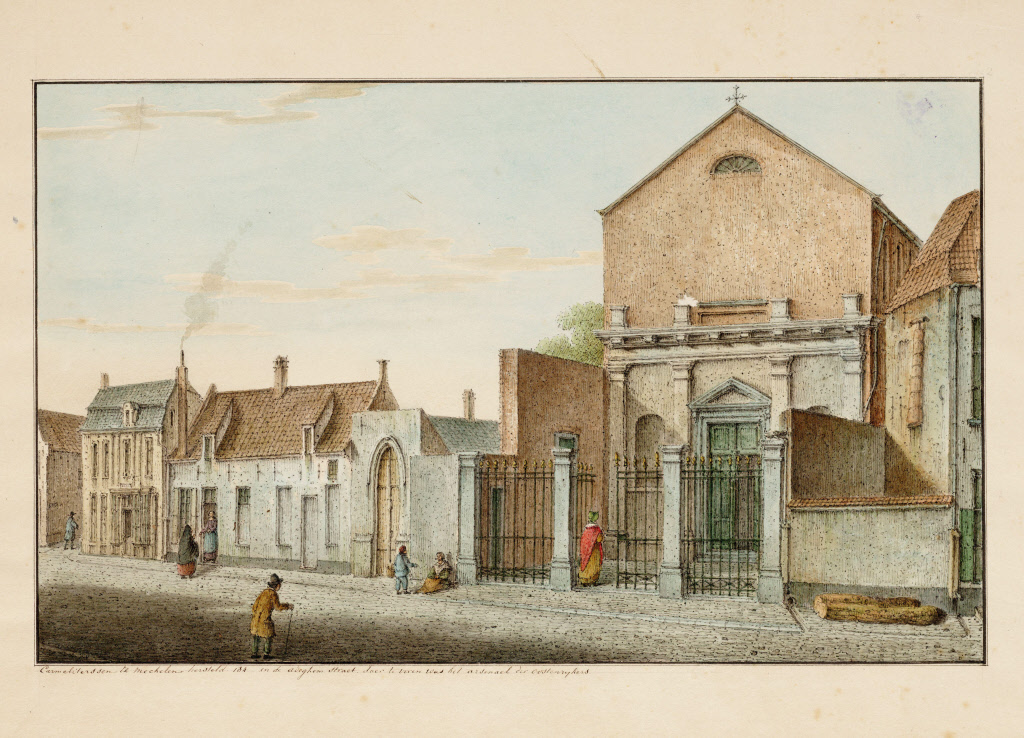
Zicht op het nieuwe klooster der Karmelietessen Theresianen (Jan-Baptist De Noter)

In 1850 kwam er een nieuw karmelietessenklooster in Mechelen op de gronden van het voormalige keizerlijke artilleriearsenaal aan de Adegemstraat. Dit klooster bleef tot 1990 in gebruik.